# Don Avia
Don Avia is een Kazachse luchtvaartmaatschappij met haar thuisbasis in Almaty.

## Geschiedenis
Don Avia is opgericht in 2002.

## Vloot
De vloot van Don Avia bestaat uit:(jan.2007)
- 1 Yakolev Yak-40()
- 1 Yakolev Yak-40K